# Загоскин, Александр Анатольевич
Александр Анатольевич Загоскин (род. 10 июля 1954, Вожгалы, Кировская область) — советский и российский художник, художник кино, живописец, график, преподаватель, заслуженный художник Российской Федерации; член Союза художников России, член Союза кинематографистов России.

## Биография
Родился 10 июля 1954 года в селе Вожгалы Кировской области. Выпускник Кирово-Чепецкой детской художественной школы. В 1973 окончил Кировское художественное училище (отделение станковой живописи), затем — Всесоюзный государственный институт кинематографии по специальности «художник кино». Считает своим учителем художника Олега Ивановича Гроссе.
С 1981 года — художник-постановщик, художник-мультипликатор киностудии «Леннаучфильм». Снял два собственных анимационных фильма; участвовал в создании различных мультипликационных и научных фильмов.
С 1985 года — художником-постановщик киностудии «Ленфильм», оформил более 20 художественных фильмов.
Александр Загоскин преподаёт в СПбГУ: мастер, ведущий преподаватель студентов, обучающихся на первом и шестом курсах образовательной программы специалитета «Художник кино и телевидения». Доцент.

## Художник
С 1984 года — член Союза Художников России, участник более 200 выставок в России и за рубежом.

### Выставки
- 2009 «Дети и дети детей». Галерея «ART re.FLEX», Санкт-Петербург, Россия
- 2008 «Художники театра и кино» Центральный дом художника, Москва, Россия
- 2008 «Художники кино» Дом Кино, Санкт-Петербург, Россия
- 2008 «Петербург-08» Центральный выставочный зал «Манеж», Санкт-Петербург, Россия
- 2007 «Петербург 2007» Центральный выставочный зал «Манеж», Санкт-Петербург, Россия
- 2006 Юбилейная выставка. Галерея «ART re.FLEX», Санкт-Петербург, Россия
- 2005 Персональная выставка «Письма к самому себе» Галерея «Grand Art», Санкт-Петербург, Россия
- 2005 «Утраченное звено» Выставочный зал Союза художников, Санкт-Петербург, Россия
- 2004 Международная биеннале графики, Центральный выставочный зал «Манеж», Санкт-Петербург, Россия
- 2004 «Белое рождество» Музей городской скульптуры, Санкт-Петербург, Россия
- 2002 Вторая международная биеннале графики. Новосибирск, Россия
- 2002 «Абстракция XX век» Государственный Русский музей, Санкт-Петербург, Россия
- 2001, 2002 Международная биеннале графики. Новосибирск, Россия
- 2001 Персональная выставка. Галерея «Северная столица», Санкт-Петербург, Россия
- 2000 персональная выставка «Полет шмеля», Галерея «Палитра», Санкт-Петербург, Россия
- 1998 «Художники Санкт-Петербурга в Италии», Сан-Бенедетто, Италия
- 1997 персональная выставка «Paradigma» Галерея «Палитра», Санкт-Петербург, Россия
- 1995 персональная выставка. Галерея «Condat», Берлин, Германия
- 1995 «Художники Санкт-Петербурга» Флорида, Майами, США
- 1994 выставка в галерее «Бюргерхауз», Берлин, Германия
- 1993 персональная выставка в студии Ф. Леже, Париж, Франция
- 1992 международная выставка «Диалоги» Центральный выставочный зал «Манеж», Санкт-Петербург, Россия
- 1991 персональная выставка. Галерея «Современное искусство», Санкт-Петербург, Россия
- 1991 «3+3» Берлин, Германия
- 1987 «Художники театра и кино» Центральный дом художника, Москва
- 1986 «Голубые дороги родины» Центральный выставочный зал «Манеж», Ленинград
- 1985 «Наш современник» Центральный дом художника, Москва
- 1983 «Молодые художники Ленинграда» Центральный выставочный зал «Манеж», Ленинград

### Работы находятся в собраниях
- Государственный Русский музей, Санкт-Петербург
- Музей современного искусства Эрарта, Санкт-Петербург, Россия
- Музей Санкт-Петербургского Государственного Университета, Санкт-Петербург
- Музей изобразительных искусств, Екатеринбург
- Картинная галерея, Новосибирск
- Картинная галерея, Томск
- Картинная галерея, Киров
- Музей Современного искусства, Комсомольск-на-Амуре
- Картинная галерея, Иркутск
- В частных собраниях России, США, Германии, Франции, Италии, Швейцарии, Голландии.

## Фильмография

### Художник
| Год  | Название                    | Режиссёр                      |
| ---- | --------------------------- | ----------------------------- |
| 2020 | Серебряные коньки           | Михаил Локшин                 |
| 2019 | Однажды в пустыне           | Андрей Кравчук                |
| 2017 | Карп отмороженный           | Владимир Котт                 |
| 2014 | Рождённая звездой           | Владимир Шевельков            |
| 2013 | Иду спасать людей           | Вагиф Мустафаев               |
| 2012 | Береговая охрана            | Павел Симонов, Алексей Козлов |
| 2012 | Поклонница                  | Виталий Мельников             |
| 2011 | Отрыв                       | Сергей Попов                  |
| 2010 | Три дня с придурком         | Алексей Козлов                |
| 2009 | Игра                        | Александр Рогожкин            |
| 2008 | Тучи над холмом             | Микио Сато                    |
| 2008 | Адмиралъ                    | Андрей Кравчук                |
| 2006 | Столыпин… Невыученные уроки | Юрий Кузин                    |
| 2005 | Не думай про белых обезьян  | Юрий Мамин                    |
| 2004 | Своя чужая жизнь            | Александр Рогожкин            |
| 2003 | SOS                         | Андрей И                      |
| 2003 | Бедный, бедный Павел        | Виталий Мельников             |
| 1993 | Я — Иван, ты — Абрам        | Иоланда Зоберманн             |
| 1991 | Анна Карамазофф             | Рустам Хамдамов               |
| 1990 | Третья планета              | Александр Рогожкин            |
| 1988 | Мисс миллионерша            | Александр Рогожкин            |
| 1987 | Караул                      | Александр Рогожкин            |
| 1987 | Садовник                    | Виктор Бутурлин               |

## Награды и признание
- Звание «Мастер» в номинации «живопись» на международном фестивале искусств «Мастер класс» (2002).
- Премия «Золотой Орёл» в номинации «Лучший художник-постановщик» за фильм «Бедный, бедный Павел» (2009).
- Премия «ТЭФИ» в номинации «Лучший художник-постановщик» за фильм «Адмиралъ» (2010).
- Звание «Заслуженный художник Российской Федерации» (2013)[4].
- Премия «Ника» в номинации «Лучшая работа художника» за фильм «Серебряные коньки» (2021)
- Премия «Белый слон» в номинации «Лучшая работа художника» за фильм «Серебряные коньки» (2021)
- Премия «Золотой орёл» в номинации «Лучшая работа художника-постановщика» за фильм «Серебряные коньки» (2021)[5].